# Dracunculus canariensis

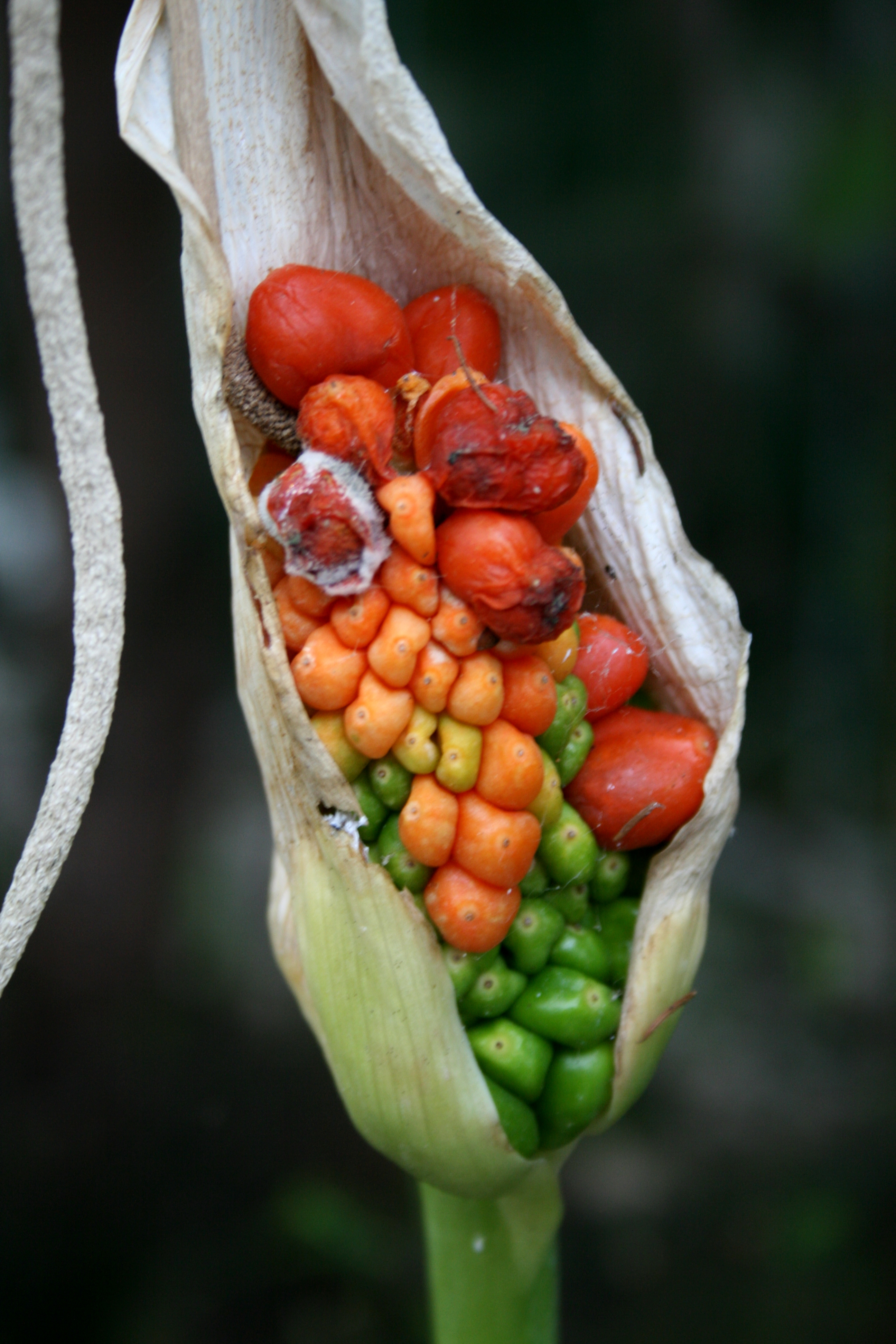
Fruits

Dracunculus canariensis és una espècie de planta de la família de les aràcies. Aquesta espècie és, juntament amb Canarina canariensis, un dels endemismes més notables de les Canàries (Espanya) trobant-se a les illes de Gran Canària, Tenerife, la Palma i el Hierro, a la zona inferior i mitjana a gairebé totes aquestes illes occidentals, als boscos termòfils i a la laurisilva. Dracunculus és un nom genèric que és un diminutiu llatí de draco, que vol dir "petit drac" i l'epítet canariensis fa referència a l'arxipèlag canari, en el seu sentit més ampli.
Es tracta d'una planta de fins a 1,5 m, amb fulles penta-heptalobulades amb llargs pecíols i d'entre 20 a 40 cm. Les seves flors són ben menudes, naixent en un espàdix de color groc pàl·lid, envoltat per una espata blanco-verdosa o de color crema. Els fruits són baies vermell-ataronjades.